# Peter Herda
Peter Herda (Jác, 1956. november 25. –) csehszlovák válogatott szlovák labdarúgó, csatár. Az 1981–82-es csehszlovák bajnoki idény gólkirálya. Testvére, Dušan Herda (1951–) Európa-bajnok labdarúgó.

## Pályafutása

### Klubcsapatban
1974 és 1983 között a Slavia Praha, 1983–84-ben a Slovan Bratislava, 1984 és 1987 között az RH Cheb labdarúgója volt. 1987–88-ban a belga Charleroi, 1988–89-ben a francia Bourges csapatában játszott. Az 1981–82-es idényben a Slavia játékosaként bajnoki gólkirály lett 15 góllal Ladislav Vízekkel holtversenyben.

### A válogatottban
1986-ban egy alkalommal szerepelt a csehszlovák válogatottban.

## Sikerei, díjai
Slavia Praha
- Csehszlovák bajnokság
  - gólkirály: 1981–82 (15 gól, Ladislav Vízekkel holtversenyben)

## Statisztika

### Mérkőzése a csehszlovák válogatottban
| Csehszlovákia | Csehszlovákia     | Csehszlovákia               | Csehszlovákia | Csehszlovákia | Csehszlovákia | Csehszlovákia | Csehszlovákia | Csehszlovákia |
| #             | Dátum             | Helyszín                    | Hazai         | Eredmény      | Vendég        | Kiírás        | Gólok         | Esemény       |
| ------------- | ----------------- | --------------------------- | ------------- | ------------- | ------------- | ------------- | ------------- | ------------- |
| 1.            | 1986. április 23. | Nyitra, Štadión pod Zoborom | Csehszlovákia | 2 – 0         | NDK           | barátságos    | -             | 46'           |
|               | Összesen          |                             |               | 1             | mérkőzés      |               | 0             | gól           |